# 卡罗尔·西多尔
卡罗尔·西多尔（Karol Sidor，1901年7月16日—1953年10月20日）是一位斯洛伐克民族主義政客、记者。虽然很早就从政，但他对斯洛伐克争取完全独立这一问题的态度一直都不明朗，因此在斯洛伐克共和國政坛被长期边缘化。

## 政治活动
西多尔生于匈牙利王国鲁容贝罗克，是个天主教徒，刚涉足政治时，西多尔只是安德烈·赫林卡的众多追随者之一。他后来为自己的政治偶像赫林卡写了一本传记。完成学业后，他加入斯洛伐克人民黨，后成为党内亲波兰派系的主要成员。但没过多久，他就跟费迪南德·尤昌斯基以及党内的沃伊捷赫·图卡派系越走越近了。西多尔于1935年進入议会，与其早年理想正相反，党要求他在议会反对波兰对斯洛伐克的领土要求。
西多尔还曾是斯洛伐克人民党的民兵组织赫林卡卫队的指挥官。1938年，捷克斯洛伐克政府任命西多尔为斯洛伐克事务部部长，約瑟夫·蒂索从而趁機控制了斯洛伐克人民黨。西多尔虽然是个坚定的反犹主义者，但对納粹德國卻保持警惕，因此于1939年拒绝了阿圖爾·賽斯-英夸特让斯洛伐克宣布独立的要求，这令纳粹转而开始对蒂索做思想工作。斯洛伐克宣布独立后，西多尔于1939年在新政府里仅当了一个多月的内政部长，之后就迫于压力卸任了。后来他只担任过驻聖座公使。1939年1月至3月，西多尔还曾负责调查分析斯洛伐克的犹太人问题，但他在这份工作上没取得任何成果，最终纳粹直接派人處理犹太人问题。

## 流亡
二战结束后，西多尔离开捷克斯洛伐克，打算前往加拿大。加拿大政府起初将西多尔定性为不受歡迎人物，拒绝为他提供庇护。西多尔因此一直滞留在梵蒂冈，教宗庇護十二世知道西多尔在战争期间的品行，他認為让这样的人留在罗马令他很是难堪。于是他在1950年出面干预，加方因此改变了之前的决定。1947年，西多尔被捷克斯洛伐克一法院缺席判处20年监禁。
1947年，西多尔已取得美国护照。
最終西多尔没有服刑，並在加拿大去世。